# 季扎夫卡河

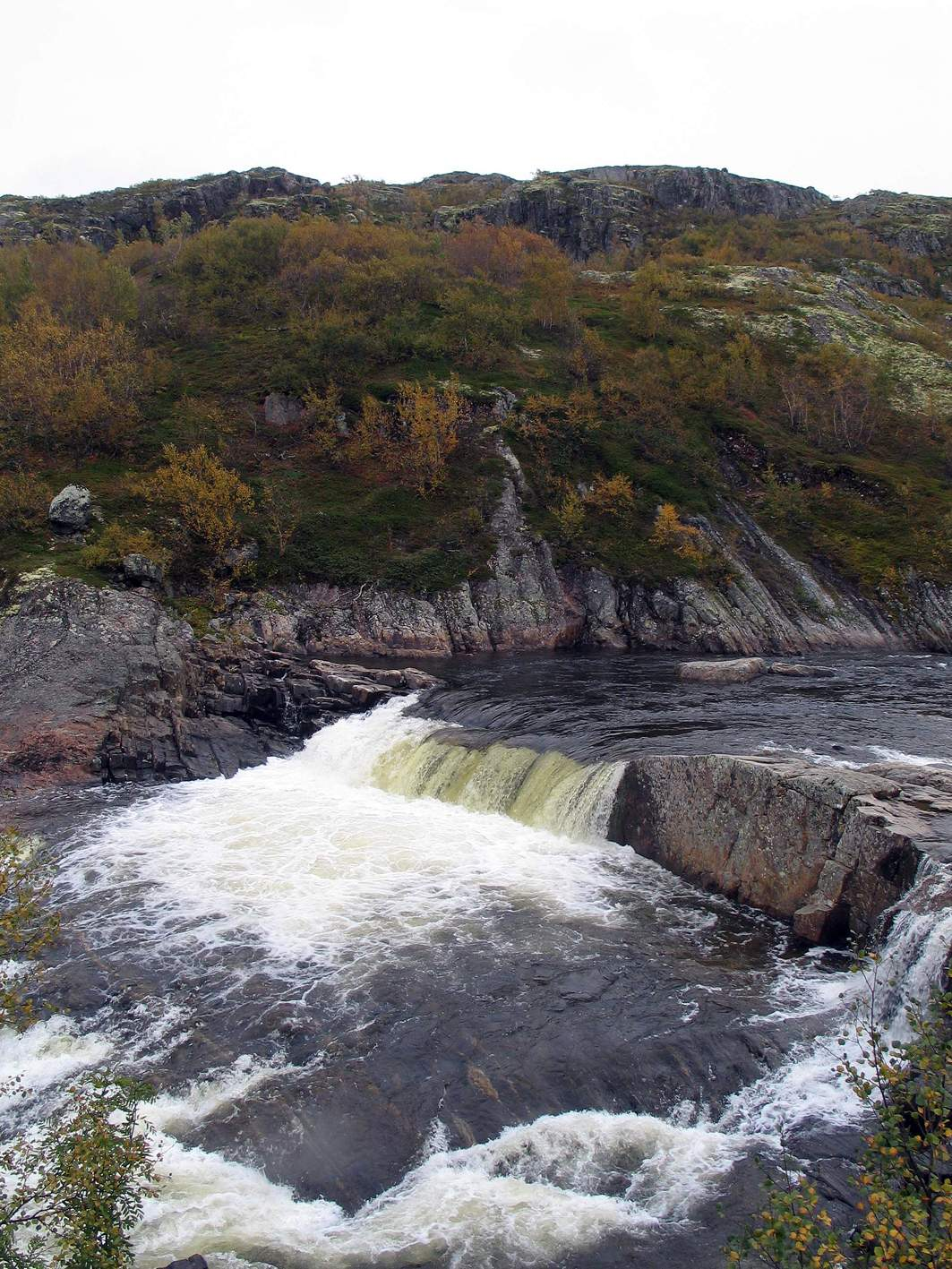

季扎夫卡河是俄羅斯的河流，位於科拉半島北部，由摩爾曼斯克州負責管轄，河道全長83公里，河水主要來自融雪，最終注入巴倫支海的莫托夫灣。